# The Circle (curta-metragem)
The Circle é um curta-metragem dramático dirigido por Sheldon Schwartz e estrelado pelos atores Ryan Phillippe e Noah Schnapp. Com 13 minutos de duração, o filme foi postado no YouTube em novembro de 2016.